# اوشک (شهرستان استاروگارد)
اوشک (به لهستانی:  Osiek) یک روستا در لهستان است که در گمینا اوشک (استان پومرانی) واقع شده‌است. اوشک ۱٬۰۱۲ نفر جمعیت دارد.